# Ceratolobus glaucescens
Ceratolobus glaucescens là loài thực vật có hoa thuộc họ Arecaceae. Loài này được Blume mô tả khoa học đầu tiên năm 1830.